# Paradoja de Feldstein-Horioka
La paradoja de Feldstein-Horioka muestra que a largo plazo la tasa de ahorro interior de un país está estrechamente correlacionada con su tasa interior de inversión en contra de lo que cabría esperar en la teoría económica. Constituye por tanto la paradoja la baja  movilidad del capital encontrada empíricamente en un grupo de países desarrollados de la OCDE, cuando se esperaba una alta movilidad del mismo.
La paradoja de Feldstein-Horioka es una singularidad de la macroeconomía y la economía internacional, puesto que la teoría económica establece que en una economía abierta y con perfecta movilidad de capitales, las decisiones de ahorro e inversión están separadas y dada la existencia de una tasa de interés internacional, los hogares deciden cuánto ahorrar y las empresas deciden cuánto invertir. Si los inversores internacionales tienen libertad y facilidad para invertir su dinero en aquellos países donde obtienen una rentabilidad más alta, la inversión se dirigirá hacia estos países, lo que conduciría a incrementar el precio de la inversión hasta el punto en que la rentabilidad entre distintos países fuese la misma. De este modo, el dinero fluiría de países con baja rentabilidad a países con alta rentabilidad, hasta que el aumento de la inversión hiciera que la rentabilidad se igualara con la del resto del mundo. La consecuencia sería por tanto que no debería existir relación alguna entre el ahorro y la inversión dentro de un mismo país.
En un artículo de 1980, publicado por Martin Feldstein y Charles Horioka, en la revista Economic Journal titulado "Domestic Saving and International Capital Flows", encontraron una alta correlación positiva entre ahorro e inversión en una muestra de 16 países desarrollados de la OCDE durante el periodo 1960-1974. Según esta vinculación hallada, por cada 1% que suba la tasa de ahorro de un país la inversión lo haría un 0,9%. También existen evidencias en el mismo sentido para el caso de América Latina.